# System SENT
System SENT (System Elektronicznego Nadzoru Transportu) – teleinformatyczny system monitorowania przewozu towarów wrażliwych utworzony przez Krajową Administrację Skarbową.
Wdrożenie systemu SENT stanowi realizację Ustawy z dnia 9 marca 2017 r. o systemie monitorowania drogowego i kolejowego przewozu towarów oraz obrotu paliwami opałowymi (Dz.U. z 2024 r. poz. 1218). Nakłada ona na podmioty przewożące tzw. towary „wrażliwe” na i przez terytorium Rzeczypospolitej Polskiej, obowiązek dokonania zgłoszenia takiego przewozu do elektronicznego rejestru oraz jego uzupełniania i aktualizacji.
Wykaz towarów objętych systemem monitorowania SENT obejmuje m.in.:
- paliwa silnikowe, opałowe
- oleje smarowe
- alkohol etylowy
- susz tytoniowy

Wykonane przejazdy są rejestrowane poprzez urządzenia ZSL, które przesyłają dane geolokalizacyjne do rejestru SENT.

## Obsługa systemu
Obsługa systemu SENT jest możliwa poprzez Platformę Usług Elektronicznych Skarbowo-Celnych (PUESC) i dokonywana jest poprzez elektroniczną usługę e-Przewóz. Powstały także dedykowane aplikacje mobilne do obsługi zgłoszeń w systemie SENT – Aplikacja Kierowcy SENT-GEO przeznaczona dla kierowców i przewoźników, a także Aplikacja SENT DOSTAWY dedykowana dla odbiorców towarów zgłoszonych w rejestrze SENT. Możliwe jest również przekazywanie danych lokalizacyjnych do systemu SENT w ramach korzystania z systemu e-TOLL.